# Slovenske Konjice
Slovenske Konjice è un comune nell'area nordorientale della Slovenia, storicamente chiamata Bassa Stiria. Diventò un centro amministrativo e culturale della valle del fiume Dravinja, situato sulla strada magistrale Celje-Maribor. La cittadina si estende sotto la alture del monte Konjiška Gora ed i colli viniferi delle Škalce.

## Storia
Situata vicino ad un'antica strada romana, in epoca imperiale fu probabilmente una stazione di cambio e sosta per i viaggiatori.
L'avvenente borgo rurale medioevale ha la menzione più antica nel 1146, nella variante Counowitz, secondo documento di patriarco Pellegrino di Ortenburg di Aquileia.
Diventò borgo con diritti di mercato nel 1251. Cittadina rimase sempre un luogo di importanza locale, protetta da un castello, oltre che centro di cultura proveniente tedesca fino alla fine della Seconda guerra mondiale.

## Geografia antropica

### Suddivisioni amministrative

#### Insediamenti
Il comune è diviso negli insediamenti (naselja) di:
Bezina, Blato, Brdo, Breg pri Konjicah, Brezje pri Ločah, Dobrava pri Konjicah, Dobrnež, Draža vas, Gabrovlje, Gabrovnik, Kamna Gora, Klokočovnik, Koble, Kolačno, Konjiška vas, Kraberk, Ličenca, Lipoglav, Loče, Mali Breg, Mlače, Nova vas pri Konjicah, Novo Tepanje, Ostrožno pri Ločah, Penoje, Perovec, Petelinjek pri Ločah, Podob, Podpeč ob Dravinji, Polene, Preloge pri Konjicah, Prežigal, Selski Vrh, Slovenske Konjice, Sojek, Spodnja Pristava, Spodnje Grušovje, Spodnje Laže, Spodnje Preloge, Spodnji Jernej, Stare Slemene, Strtenik, Suhadol, Sveti Jernej, Škalce, Škedenj, Špitalič, Štajerska vas, Tepanje, Tepanjski Vrh, Tolsti Vrh, Vešenik, Zbelovo, Zbelovska Gora, Zeče, Zgornja Pristava, Zgornje Laže, Žiče.

## Centro comunale
Centro cittadino è racchiuso ai due agglomerati urbani della Piazza Vecchia (Stari trg) e della Piazza Civica (Mestni trg). Piazza Vecchia rappresenta centro storico, con la chiesa parrocchiale di San Giorgio di stile tardo gotico, ed conserva l'impianto originario e la struttura architettonica storica. Il ruscello con fascino particolare, separando il spazio ai due ali, viene chiamato Ribnica. Gli affreschi sulle facciate delle alcune case borghesi sono ricordo di frequenti incendi storici. Al seguito dell'ultimo incendio che devastò il borgo, gli edifici furono ricostruiti in pietra, riutilizzando le rovine della ex Certosa di Seitz. Il recente riassetto di Piazza Vecchia ed lavori di restauro vengono realizzati con pietra autoctona di granodiorite dalle cave del massiccio Pohorje.

## Monumenti e luoghi d'interesse
- Bel centro storico nei varii stili d'epoca, chiesa parrocchiale di San Giorgio in stile tardo gotico ed un castello del XII secolo, appartenuto nei secoli XV e XVI alla potente famiglia dei baroni Tattenbach, caduti in disgrazia per aver congiurato contro l'imperatore d'Austria.
- Villa Trebnik (Dvorec Trebnik) ai piedi del castello di Konjice risale al 1362, quando la nobildonna Neža von Freudanberg da Zreče la portò in dote al consorte Henrik Auer. Più tardi essa passò di mano in mano - da conti Tattenbach alla Certosa di Seitz, poi ad una fondazione ecceslastica imperiale, ed infine ai principi di Windischgraetz fino alla fine di seconda guerra mondiale. Nel 1980 vi fu installato un ospizio per anziani, oggi invece rientra nelle proprietà di comune di Slovenske Konjice che ha rinnovato gli antichi fasti. Nell'ala nord della villa, oggi è la ricezione ed alcune camere del primo albergo diffuso in Slovenia, un ristorante e un caffè.

Nelle vicinanze di Slovenske Konjice (autostrada A1 uscita Slovenske Konjice), verso Žiče per Špitalič, si trova la famosa Certosa di Seitz (Žička kartuzija).

### I diversi nomi della città
Gonviz (1251), Gombicz (1370), Gannabitz (1570), Gonaviz (1594), Gonavitz (1630), Gonwitz (1636), Gonowitz (1662), Ganowiz (1680), Gonnawitz (1680). "Konjice" ha ricevuto l'aggettivo "Slovenske" nel 1918, ai tempi della Jugoslavia, per distinguerla da Konjic nella Bosnia ed Erzegovina.

## Amministrazione

### Gemellaggi
La città è gemellata con:
- Hlohovec, dal 2007
- Kosjerić, dal 2009
- Hranice (Olomouc), dal 2012
- Gornja Stubica, dal 2013
- Tolfa, dal 2016
- Città delle Stelle, dal 2016
- Zaravecchia, dal 2019

La città ha un accordo di cooperazione internazionale giovanile con:
- Sollefteå

## Galleria d'immagini

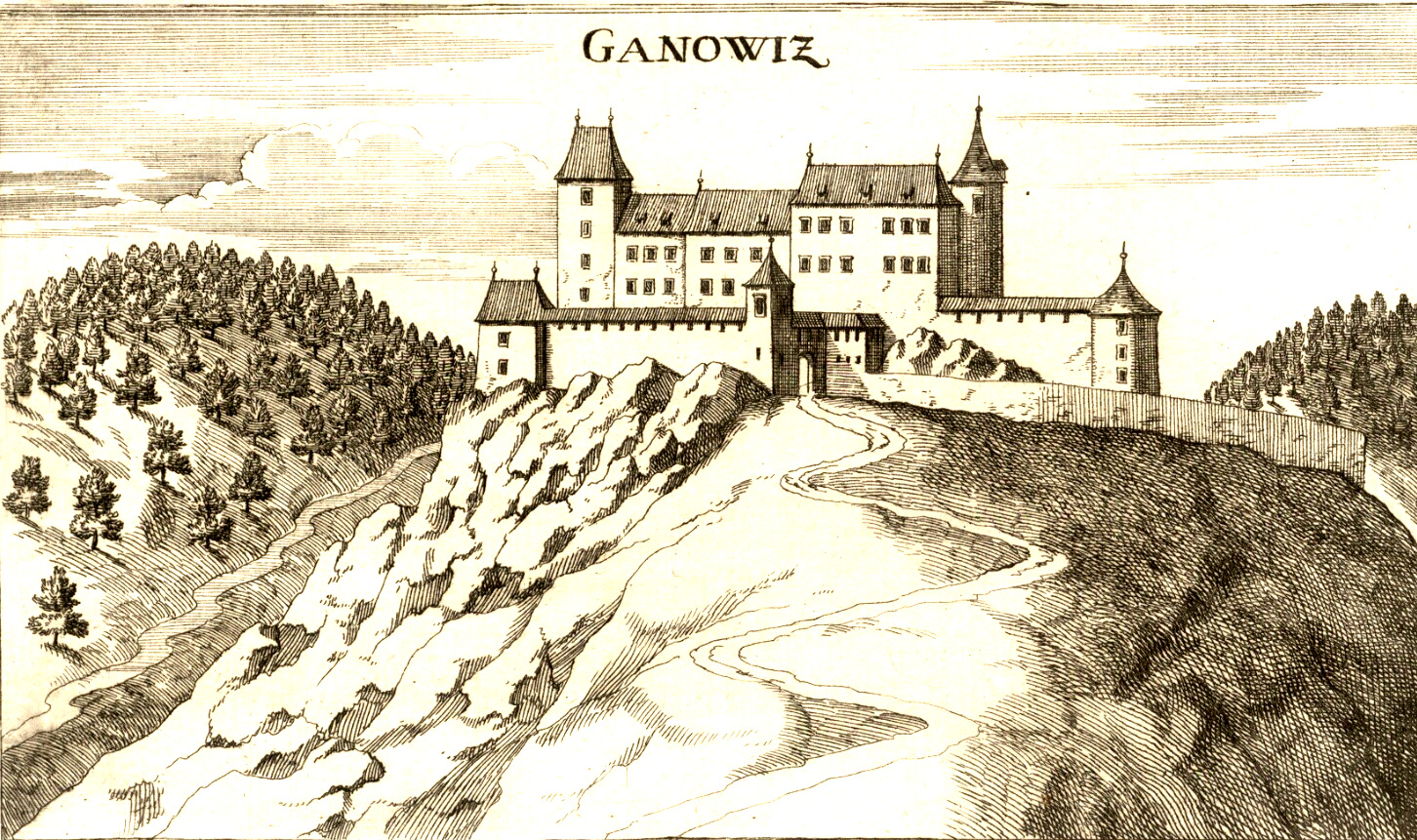
Castello vecchio di Slovenske Konjice, da un dipinto di Vischer (1680)
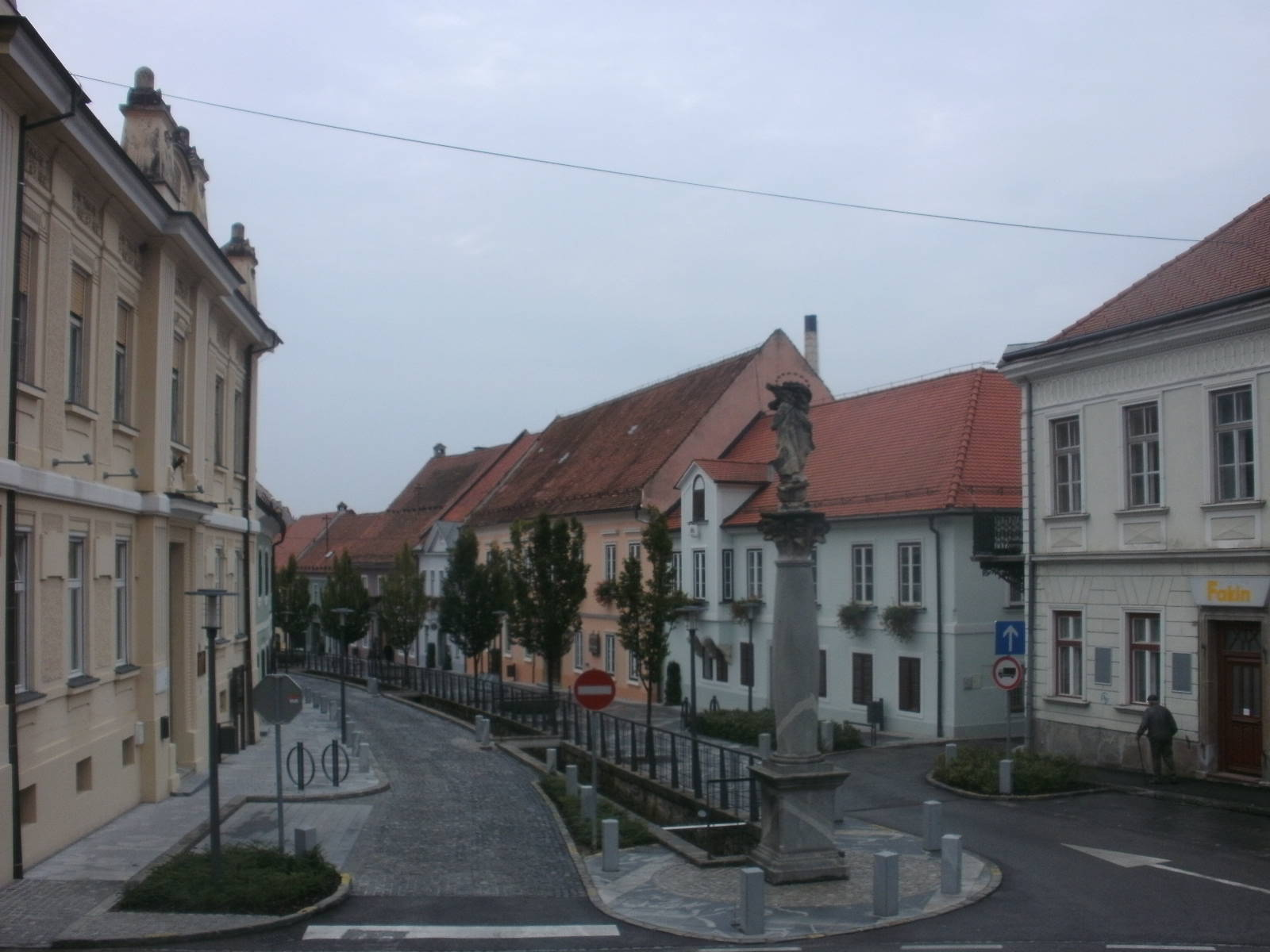
Centro storico/ Piazza Vecchia
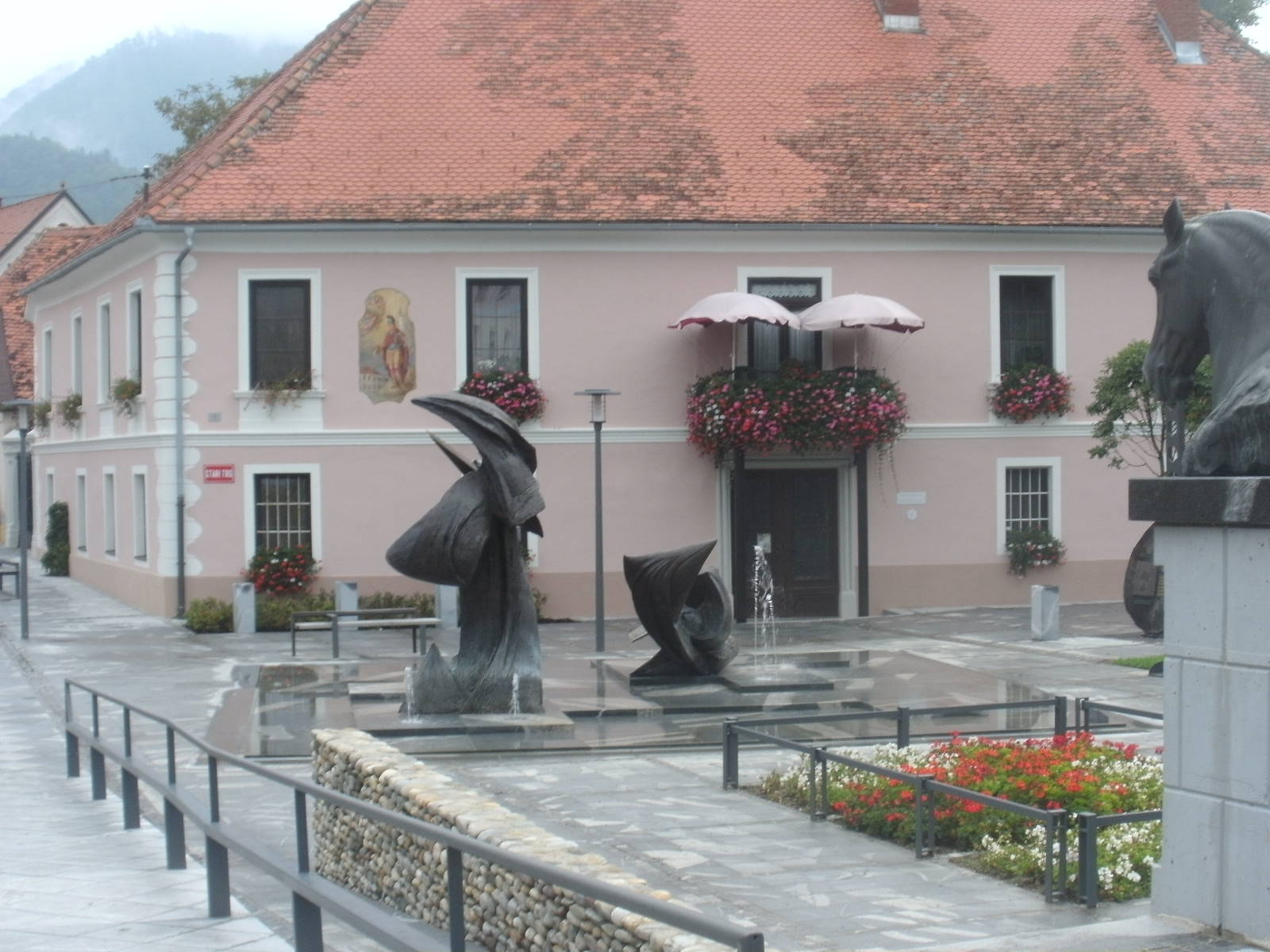
Centro storico/ Piazza Vecchia
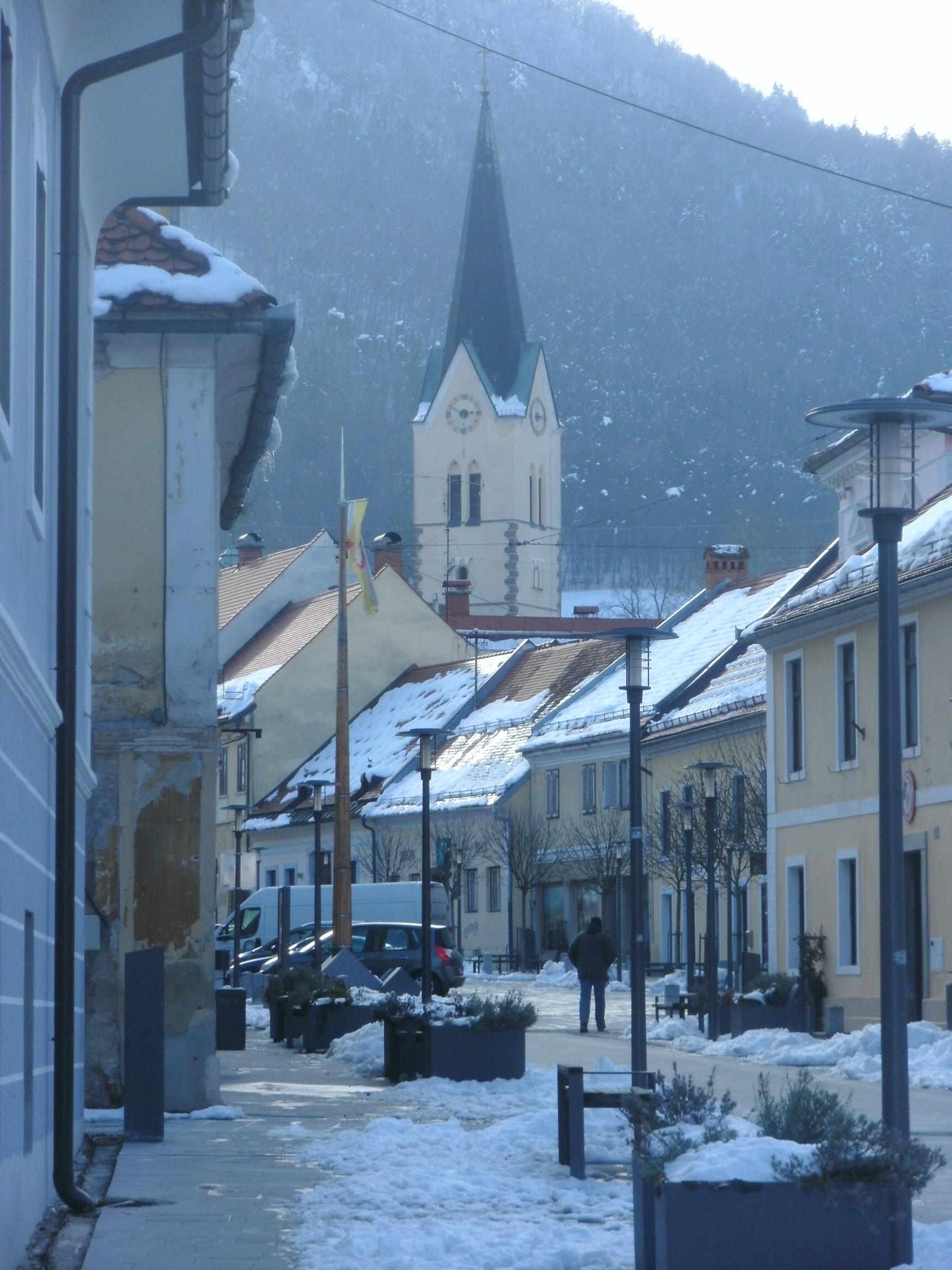
Centro storico
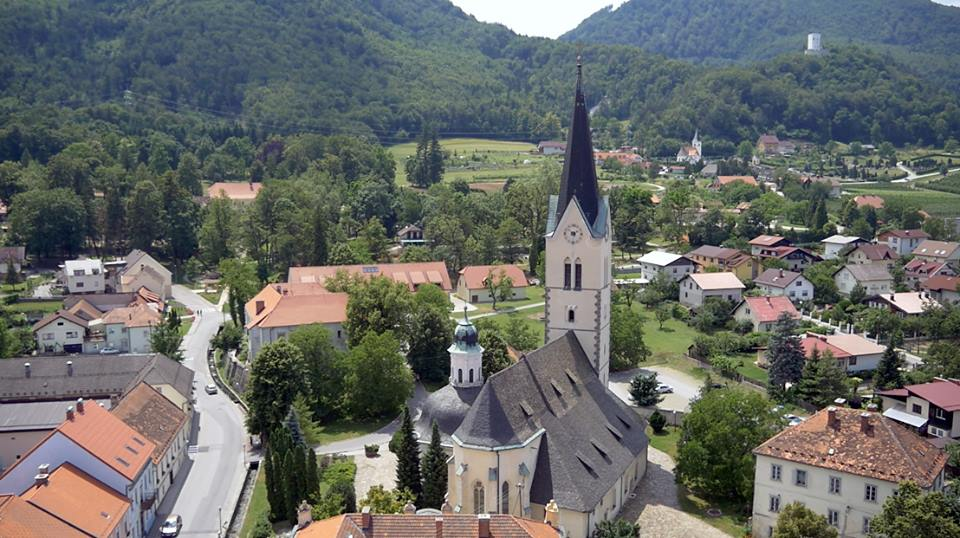
Chiesa parrocchiale di San Giorgio